# Panorama de la bataille de Morat
Le Panorama de la bataille de Morat est une peinture circulaire de grandes dimensions conservée en Suisse, mais non directement accessible au public. C'est l'une des rares peintures géantes à l'huile sur toile en vogue au XIXe siècle à avoir été préservée jusqu'au XXIe siècle.
Réalisée par le peintre allemand Louis Braun en 1894 sur commande d'une société suisse de 1893, elle représente un épisode des guerres de Bourgogne, la bataille de Morat, livrée le 22 juin 1476.
Présentée au public après avoir été restaurée lors de l'Exposition nationale suisse de 2002, cette œuvre a fait l'objet en 2024 d'une numérisation de haute résolution par l'EPFL.

## Contexte historique

### Les panoramas peints, premiers média de masse
En 1787, l'Irlandais Robert Parker invente le procédé de représentation des paysages à 360°, qu'il nomme Nature at glance (la nature en un coup d'œil). Ce mode de représentation réaliste dans lequel le ciel et terre se rencontrent, créant un effet d'infini reçoit ensuite le nom de panorama. Le procédé est ensuite transposé en divers formats – du panorama de poche au papier peint panoramique ou au grand panorama – et aux sujets les plus variés. Pendant quelque temps, le panorama allait constituer un média privilégié, considéré comme le premier média de masse.
Durant la première vague dans la première moitié du 19e siècle, les grands panoramas montraient avant tout des villes ou des contrées lointaines. Une deuxième vague suivit à partir de 1880, où l’on représenta essentiellement les grandes batailles de la guerre franco-allemande. Cette phase fut de courte durée, car avec l’apparition des images mouvantes du cinéma, le panorama avait fait son temps. Les toiles géantes furent rangées dans des dépôts, oubliées ou détruites, les rotondes démolies ou reconverties à d’autres usages. La rotonde-atelier de Braun sur la Theresienhöhe à Munich disparut dans un incendie volontaire en 1915 – et avec elle sans doute aussi plusieurs panoramas de Braun. Puisque les panoramas étaient montrés partout dans le monde occidental, Amérique comprise, il est évident que l’on souhaitait des tailles et équipements standard. Les sociétés internationales qui, pour des raisons de spéculation, souhaitaient atteindre un vaste public et voyageaient avec ces toiles, avaient tout intérêt aux solutions standardisées. Pour les panoramas de 100 m de long et 10 m de haut, il fallait une rotonde avec un espace d’exposition d’au moins 32 m de diamètre et 10 m de haut. Elle devait posséder un toit vitré pour éclairer la toile par le haut et une plate-forme pour les visiteurs à hauteur de l’horizon du tableau. Au-dessus de la plate-forme, un auvent en tissu, dit vélum, devait protéger les visiteurs de la lumière directe venant du toit. Les plans du panorama de Genève de 1880 (publiés dans le Moniteur des architectes, 1883) et du panorama de l’Utoquai de Zurich (1893, reconstitution de Heinz Schwarz, 1996) correspondent à ce standard. 

### Les panoramas du 19e siècle en Suisse
Parmi la quinzaine de panoramas peints du 19e siècle conservés dans le monde, la Suisse dispose de 3 oeuvres originales et d'une réplique, en plus du Panorama de la bataille de Morat, il s'agit de : 
1. Le «Panorama de Thoune et de ses alentours» de Marquard Wocher. Inauguré à Bâle en 1814, il fut remis en 1899 au syndicat d’initiative de Thoune. Resté longtemps enroulé, il est à nouveau exposé depuis 1961 au parc de Schadau. Le panorama de Thoune est le plus ancien grand panorama connu au monde.
2. Le «Panorama Bourbaki» de Édouard Castres (1881); en fait intitulé « Entrée des Français aux Verrières », montre l’entrée de l’armée française de l’est en Suisse aux Verrières en 1871, sous le commandement du général Bourbaki. Le mandant Benjamin Henneberg le présenta tout d’abord à Genève, puis le fit transporter en 1889 à Lucerne, où il lui fit construire une rotonde à côté du monument du lion et du jardin des glaciers. Même si l'on coupa par la suite 5 m de la toile au-dessus de l’horizon et transforma l’édifice à plusieurs reprises, l’un et l’autre sont restés conservés au même endroit.

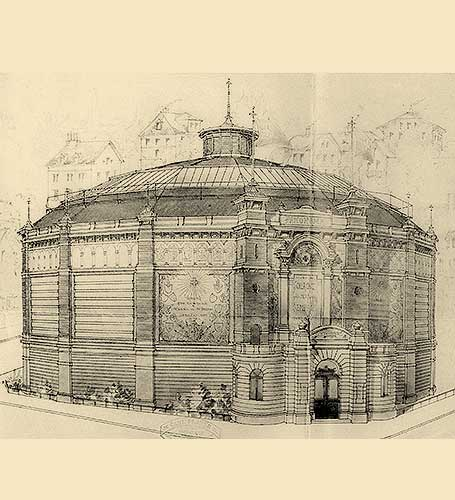
Dessin du projet de rotonde pour le panorama de la bataille de Sempach (Lucerne, 1885). Image publiée par la Fondation du Panorama de la Bataille de Morat (site Internet, 2002)

3. La «Crucifixion du Christ» à Einsiedeln, peinte en 1892/93 par les peintres Carl Frosch, Josef Krieger et Leigh sur commande des frères Gyr, fut entièrement détruite par un incendie en 1960, mais repeinte en 1962. Il s’agissait d’une copie du panorama de Bruno Piglhein également détruit par un incendie en 1892 à Vienne, et auquel Frosch et Krieger avaient participé. Krieger peignit aussi le ciel du «panorama de Morat».
D'autres panoramas ont été réalisés en Suisse, mais ont été perdus, notamment, celui des «Alpes bernoises» qui présentait le plus grand intérêt artistique. Préparé en 1891 par Auguste Baud-Bovy et Auguste Furet, toujours sur commande de Henneberg, il fut réalisé l’année suivante par huit peintres à Vincennes. Il connut une fin dramatique, déchiqueté par une tempête à Dublin après avoir été exposé à Chicago, Anvers, Genève et Paris. Il joua un rôle important pour le tourisme alpin. Les plans plus anciens d’une société lucernoise pour un panorama de la «bataille de Sempach» (1885), en vue duquel Braun avait également été contacté, et le projet de Giovanni Segantini d’un panorama «Engadin» destiné à être présenté en 1900 à l’Exposition universelle de Paris, échouèrent par manque de fonds.

### L'événement, la bataille de Morat
Au XVe siècle, les Confédérés interviennent pour la première fois à grande échelle dans la politique européenne, devenant des alliés et mercenaires convoités et agissant parfois – notamment le Conseil de Berne – par intérêt territorial. Leur première grande confrontation les oppose au duc de Bourgogne Charles le Téméraire dont le territoire forme alors une bande interrompue entre la France et le Saint-Empire romain germanique. Charles aspire à faire de ses états de Bourgogne un domaine continu de la mer du Nord aux Alpes. Il exerce donc une forte pression sur les territoires voisins de Lorraine et de Savoie, en même temps que sur le duc Sigismond d'Autriche, après avoir pris possession en 1469 des terres des Habsbourg en Forêt-Noire et Haute-Alsace. Se sentant menacés, le roi de France Louis XI et l'empereur d'Allemagne Frédéric III entendent tirer profit du conflit entre le souverain redouté, le mieux armé d'Europe et les Confédérés, au premier rang desquels Berne qui souhaite s'agrandir en direction du pays de Vaud savoyard et du pied du Jura. Le 2 mars déjà, à Grandson les Confédérés avaient eu le dessus sur une armée bourguignonne de 20'000 hommes, s'emparant d'un riche butin.
Le 22 juin à  Morat les Suisses et leurs alliés remportent leur deuxième victoire sur Charles de Bourgogne. Ce dernier dispose pourtant d'une armée performante équipée de matériel ultramoderne, qu'il entend mettre en œuvre dans le cadre d'une tactique inédite. Mais une attaque surprise des Confédérés fait échec à tous ses plans et déclenche la débâcle : seule une petite partie de son armée prendra part au combat, alors que le gros de ses troupes est surpris dans le camp et se fait mettre en pièces en tentant de fuir. Charles le Téméraire périra au début de l'année suivante à la bataille de Nancy (5 janvier 1477). Ces événements permettront aux Confédérés de renforcer leur indépendance, posant des jalons décisifs pour l'histoire de l'Europe.

## Création

### Société zurichoise des panoramas

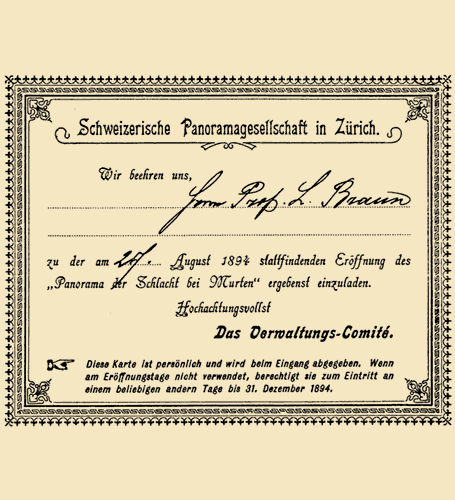
Carton d'invitation pour Louis Braun de la Société Suisse de Panorama, 1894

La Société zurichoise des panoramas est fondée par les frères Adelrich et Martin Gyr d’Einsiedeln. L’inspiration venait de l’entrepreneur Benjamin Henneberg, qui avait fait construire des rotondes de panorama à Genève (1880) et à Lucerne (1889), où il présentait le panorama Bourbaki. À partir de 1893, Henneberg exposa à divers endroits le panorama «Alpes bernoises» d’Auguste Baud-Bovy. Il coopéra au début avec des sociétés belges jouant un rôle majeur dans le domaine des panoramas en France et en Allemagne.
Les frères Gyr participèrent à partir de novembre 1892 au projet de panorama «Crucifixion du Christ» d’Eckstein & Esenwein, Stuttgart, pour le lieu de pèlerinage d’Einsiedeln, et reprirent bientôt la majorité des actions. Inauguré le 1er juillet 1893, ce panorama allait attirer jusqu'en 1898, 40'000 à 100'000 visiteurs par an.
Cinq mois avant l’ouverture de la rotonde d’Einsiedeln, les frères Gyr lancèrent le projet du «Panorama de la bataille de Morat» avec le peintre Louis Braun. Les résistances à Zurich purent être éliminées grâce au soutien de l’influent «comité Waldmann». L’autorisation fut octroyée le 6 mai 1893, et les plans de construction approuvés le 4 octobre. Le panorama arriva de Munich début août 1894 et fut inauguré le même mois encore, le 27 août.
Selon le contrat conclu avec la ville, le panorama de la bataille de Morat allait être exposé pendant trois ans à Zurich. Il fut ensuite montré de 1897 à au moins 1904 au Grand Panorama de la Jonction à Genève. Il revint au plus tard en 1907.
Après la dissolution de la Société des panoramas en 1918, la rotonde de l’Utoquai fut transformée en garage, puis démolie en 1928. La toile fut rachetée par un dénommé Sutter, fabricant à Oberhofen TG, qui l’offrit au conseil communal  de Morat pour 1'200 francs en 1919. L’achat fut conclu en 1924. Le panorama arriva à Morat, où on l'entreposa au Werkhof, le déroulant partiellement à l’occasion pour les curieux.

### Le peintre Louis Braun

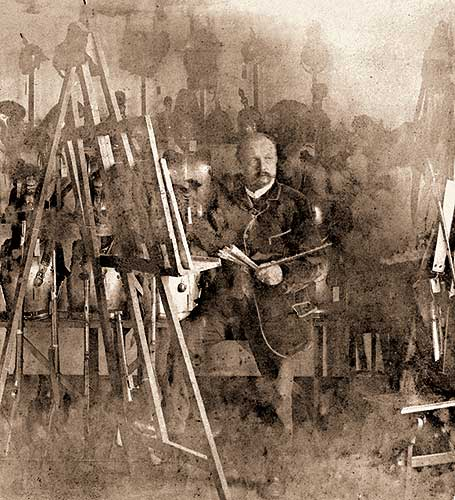
Louis Braun dans son atelier à Münich, 1900

Louis Braun (Schwäbisch Hall 1836 – 1916 Munich) était peintre de scènes historiques. Son frère Reinhold lui donna ses premières leçons de peinture. Il étudia ensuite à Stuttgart, puis à Paris comme élève d’Horace Vernet, un peintre historique fort apprécié qui créa des toiles grand format pour le musée historique de Versailles. C’est là que Braun obtint la commande pour son « Entrée de Napoléon III à Paris ». La suite de sa formation allait conduire Braun à des toiles historiques de plus en plus grandes. Il participa comme dessinateur de guerre aux guerres de l’Allemagne contre le Danemark (1864) et l’Autriche (1866).
Son talent, son excellente formation, sa maîtrise des problèmes techniques, son don de l’organisation et son travail rapide lui permirent de créer des panoramas à intervalles de deux ans, et d’amasser une considérable fortune. Vers la fin du 19e siècle, c’était le peintre de panoramas le plus prisé d’Allemagne. Les panoramas constituent l’apogée de son œuvre – et marquent la fin de la peinture historique.
Dans les années 1880, Braun construisit sur la Theresienhöhe à Munich, pour travailler à ses panoramas, un atelier ayant la forme et la taille d’une rotonde de panorama. Il employait toute une équipe de peintres et d’auxiliaires. Pour les panoramas, il se rendait sur le terrain et se renseignait comme un journaliste moderne auprès des officiers, soldats et autres témoins. Ses panoramas sont des reportages en images, offrant un maximum d’authenticité. Braun choisissait toujours la phase des combats qui permet au visiteur de déceler qui sera le vainqueur. C’est également le cas pour la «bataille de Morat».
«La bataille de Morat» fut le dernier de huit grands panoramas réalisés par Louis Braun entre 1880 et 1894. Cinq d’entre eux représentaient des batailles de la guerre franco-allemande de 1870/71, un autre l’écrasement d’une révolte dans la colonie allemande du Cameroun. Les deux derniers seulement étaient consacrés à des événements historiques de siècles passés : la bataille de Liège (1632) et la bataille de Morat (1476).
Le frère de Louis Braun, Reinhold, était peintre de chevaux et lui avait transmis sa passion pour cet art, que Louis allait cultiver tout au long de son activité de peintre. Les chevaux dans toutes les positions imaginables du panorama de la bataille de Morat accrochent le regard, et sont peut-être ce qu'il y a de mieux sur cette toile.

### Réalisation technique du Panorama de la bataille de Morat
Selon une inscription sur la toile du panorama, les travaux commencèrent le 25 septembre 1893 et furent terminés le 25 juillet 1894. Il fallut neuf mois pour réaliser ce gigantesque panorama de 94,4m de long et 10m de haut!
Louis Braun ne travaillait pas seul. Il avait à ses côtés un groupe de peintres chevronnés et d'auxiliaires. On connaît les noms du peintre paysagiste Edmund Berninger et du peintre de ciels Josef Krieger. Braun dirigeait l’ensemble et, fort de son expertise en la matière, peignait la plupart des chevaux. Josef Krieger était chargé du ciel (ou des airs), Edmund Berninger du paysage. Pour les personnages et groupes au premier plan et au plan moyen, il semble que l’on ait engagé les peintres Hoffmann et Jourdan. Au total, huit à dix personnes ou plus ont dû travailler simultanément. La toile devant être réalisée dans les conditions de son exposition future, l’atelier de Louis Braun était une rotonde de la taille du pavillon prévu à Zurich.
Braun commença par ébaucher l’ensemble sur la face intérieur d’un cylindre vertical à l’échelle 1:10, c’est-à-dire de 1,05 m de haut et 3 m de diamètre, soit un périmètre de 9,5 m. Il utilisa à cet effet toutes les informations historiques sur la bataille, les dessins, tableaux et photographies du paysage qu’il avait pu rassembler, ainsi que les esquisses de détail qu'il avait préparées.
Afin de se documenter sur la bataille, Braun se rendit personnellement à Morat pour peindre et dessiner. Il fouilla les archives, bibliothèques, arsenaux et musées en quête de chroniques, de rapports et de représentations de la bataille, d’armes, drapeaux et costumes de l’époque, et se renseigna sur les derniers acquis de la recherche dans toutes les disciplines. Il envoya également à Morat son collaborateur, le peintre paysagiste Berninger, pour y réaliser des études du paysage, et commanda à un photographe des prises de vue de la ville et de ses alentours. Il fit coudre des costumes de soldats et reconstituer des scènes de bataille avec des modèles vivants.
Après avoir déterminé la ligne d’horizon et exécuté de façon aussi authentique que possible le paysage et les villages, il composa les positions militaires, unités, groupes et personnages de la bataille en un tableau d’ensemble. Le projet ainsi établi fut présenté aux mandants, permettant des modifications de la conception.
Le support définitif est une toile spéciale de 3,55 m de large, dont les pièces sont cousues verticalement. Le tissu est composé de fibres pur lin en armure Panama (fils doubles de chaîne et de trame). Cousu à la taille voulue et roulé sur un châssis en bois, il fut livré à l’atelier. A l’apprêt, le tissu fixement monté en haut et en bas rétrécit sous l’effet de l’humidité, prenant une forme convexe en hyperbole – un aspect dont il fallut tenir compte pour la peinture et l’éclairage.
Braun utilisa une grille pour transposer l’ébauche sur la toile grand format (de près de 1000 m2). On recouvrit l’étude d’une grille de carrés d’un décimètre de côté, photographia le tout et le projeta dix fois agrandi sur la toile. Celle-ci avait précédemment était recouverte d’une grille analogue, mais dix fois plus grande, ce qui permit une transposition précise de chacun des carrés de l’ébauche.
Pour l’apprêt (deux couches de blanc de céruse à l’huile), le transfert de l'ébauche et la peinture proprement dite – également à l'huile – l’équipe disposait d’un échafaudage roulant. Elle se déplaçait sur des rails le long de la toile et était équipée de plateaux en bois de diverses hauteurs. L’évaluation d’ensemble était effectuée depuis la future plate-forme des visiteurs, à la hauteur et à la distance voulues entre la toile et l'observateur.

## Description

### Description de la toile (scène représentée)
Le panorama représente le tournant vers la victoire de l'ancienne Confédération. Les Confédérés et leurs alliés viennent de faire irruption de la forêt de Galm entre Salvagny et Châtel/Burg, ont forcé la palissade («Grünhag») érigée par les Bourguignons et pris d’assaut le camp ennemi. Ils dévalent la pente et se trouvent des deux côtés de la colline du Bois Domingue sur laquelle Charles a dressé sa tente. L’avant-garde a laissé derrière elle le camp de Charles, le gros des troupes est en train de le traverser, et l’arrière-garde arrive au grand galop.
Les Suisses contrecarrent ainsi la stratégie de Charles le Téméraire qui les attendait en haut, en terrain découvert, et n’avait positionné à ce moment-là qu’une petite partie de son armée à cet endroit. Dans le Prehl, les arquebusiers bourguignons combattent encore en formation, et l’artillerie ennemie continue à tirer sur la ville. Dans les camps autour de Morat, les troupes au repos ne se sont encore aperçues de rien, ou commencent juste à se mettre en armes. Mais ceux qui réalisent la situation prennent la fuite, pris de panique.
L’observateur contemple la scène depuis le bord occidental de la colline du Bois Domingue. Mais afin de permettre un regard derrière la colline et de montrer le Mont Vully comme arrière-plan avec le charmant côté sud de la ville de Morat, le peintre Louis Braun a ajouté deux angles d’observation supplémentaires, qu’il a unis en un tout dans le panorama. Braun a merveilleusement mis en scène les déploiements de masse. Pour créer l’illusion du mouvement, il a agencé les groupes de combattants en ellipses qui génèrent un effet tourbillonnant, donnant ainsi l'impression que le tableau est animé. L’éclairage correspond à l’heure et à la saison de la bataille. La position du soleil est celle d’un début d’après-midi de juin, vue depuis l’orée ouest du Bois Domingue.

### Campagne de restauration (1996-2002)

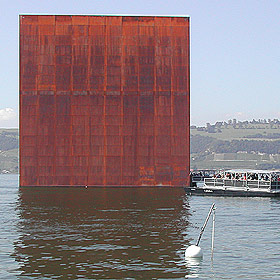
Le monolithe de Jean Nouvel à Morat, ayant abrité temporairement le Panorama de la bataille de Morat durant l'exposition Expo.02.

La "Fondation pour le Panorama de la bataille de Morat" fut en 1996 à l’initiative d’une étude sur la genèse et l'histoire du panorama et chargea un groupe de restaurateurs d’évaluer son état et d’en assurer la conservation d’urgence. On ne savait pratiquement rien sur le panorama. Il était resté enroulé pendant de nombreuses dizaines d'années. On devait donc s’attendre à des problèmes de conservation et de logistique.
Pour en vérifier l'état, on transporta la toile pesant plus de 1,5 tonne à Berne en automne 1997, où elle fut examinée au printemps 1998 par une équipe de spécialistes (les restaurateurs Ueli Fritz, Bernhard Maurer et Peter Subal). On assura la conservation d’urgence des couches de peinture en danger, effectua un relevé d’état par la photographie, par le dessin et par écrit, documenta les traces d’accrochage et du raccordement du faux terrain, et transféra la toile sur de nouveaux rouleaux. Les frais furent pris en charge par la Loterie Romande et le canton de Fribourg.
Il s’avéra que l’œuvre était relativement bien conservée. La peinture à l’huile non vernie était presque inaltérée. Le bord supérieur de la toile était endommagé par la moisissure due à l’humidité et aux trous de clous. Elle était en outre déchirée sur une longueur de 18,5 m. Sur deux pans, la zone centrale avait été attaquée par des rongeurs et salie, de sorte que la cohésion mécanique n’était plus assurée. Enfin, l’enroulement de la toile hyperboloïde sur un cylindre de bois avait causé des écrasements, des froissements et des plis.

La planification de l’exposition nationale suisse Expo.02 allaient offrir la chance de présenter le panorama. Tout d’abord, il fallait le restaurer dans des délais restreints : un an seulement. L’Expo en assuma les frais. Le mandat fut confié à une société créée à cet effet, «Panorama Konservierung & Restaurierung GmbH (K & R GmbH)», sous la direction des restaurateurs Volker Schaible et Christoph Zindel qui avaient également élaboré le concept de restauration et de logistique, en coopération avec Heinz Tropper de la société Emch & Berger.

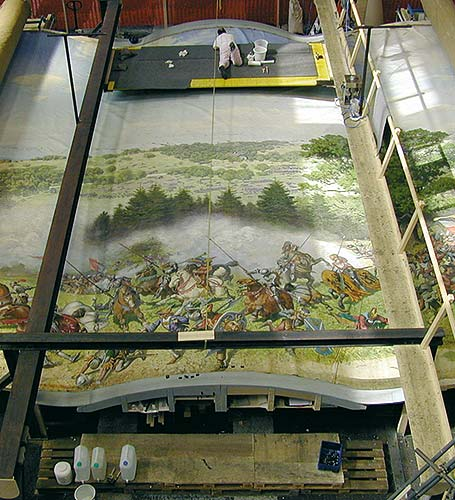
Plateforme de restauration du panorama de la bataille de Morat à Berne, 2000. Image de la Fondation pour le Panorama de la Bataille de Morat

La toile fut transportée dans une halle sur l’ancienne aire de l’usine Von Roll dans le quartier de la Länggasse à Berne, et les trois éléments furent restaurés en deux phases. Dans un premier temps, les pans furent mis à plat séparément sur une plate-forme de travail bombée. La courbure compensait l'effet hyperboloïde de la toile. On travailla sur un pont roulant. C’est de là que l'on procéda à la correction des déformations, au nettoyage de l'œuvre et à la réparation des déchirures et des lacunes. Des bandes d’un nouveau tissu support furent appliquées pour renforcer les bords inférieur et supérieur. Les parties sur lesquelles on ne travaillait pas furent enroulées latéralement sur de nouveaux rouleaux: des cylindres en aluminium dotés d’une garniture épaissie en feutre pour compenser la forme hyperboloïde. 
Dans la deuxième phase des travaux, les éléments furent suspendus verticalement un à un à un échafaudage circulaire spécial (rayon 15 m, hauteur 12 m, longueur 35 m), et dotés sur le bord inférieur d’un limon circulaire en bois et de poids supplémentaires pour tendre la toile. Après masticage et retouchage aux crayons de couleur conventionnels, les pans furent à nouveau enroulés. Afin de combler les lacunes causées par les souris dans le troisième rouleau, une pièce de toile d’origine fut prélevée au niveau du faux terrain (coulisse en trois dimensions du premier plan) et insérée. Le premier tiers fut accroché le 1er mai 2001 et réenroulé fin août, le dernier accroché fin novembre et réenroulé avant Noël.

### Campagne de digitalisation (2022-2024)
En vue de la préparation du 550e anniversaire des Guerres de Bourgognes (1476-2026), la Fondation pour le Panorama de la Bataille de Morat et le Laboratoire de Muséologie Expérimentale de l'EPFL entament un projet de digitalisation et de valorisation de l'oeuvre. Les rouleaux du panorama sont déplacés à Lausanne. Un constat d'état et une campagne de conservation préventive est effectuée. Les rouleaux sont dans un excellent état et des mesures minimale de conservation sont prises (dépoussiérage, fixation d'élément de surface peinte, conservation des renforts ajouté lors de la première campagne de restauration et entretien des rouleaux). Une campagne de digitalisation est effectuée pour un scan de l'oeuvre à plat à 1'000dpi, avec un appareil Phase One iXH (150 MPixel), avec un objectif Phase One 72 mm MKII lens, et un panneau d'éclairage Ajurat D8 area LED light. 27'000 photos sont prises et assemblées, pour créer un jumeau numérique de l'oeuvre originale mesurant env. 400'000 pixels de haut sur 4'000'000 pixels de large. Le résultat est la plus grande image du monde d'un objet unique (2024) à 1,62 terapixels. Le jumeau digital de l'oeuvre fera l'objet d'une série d'expositions en Suisse en 2026.

## Galerie

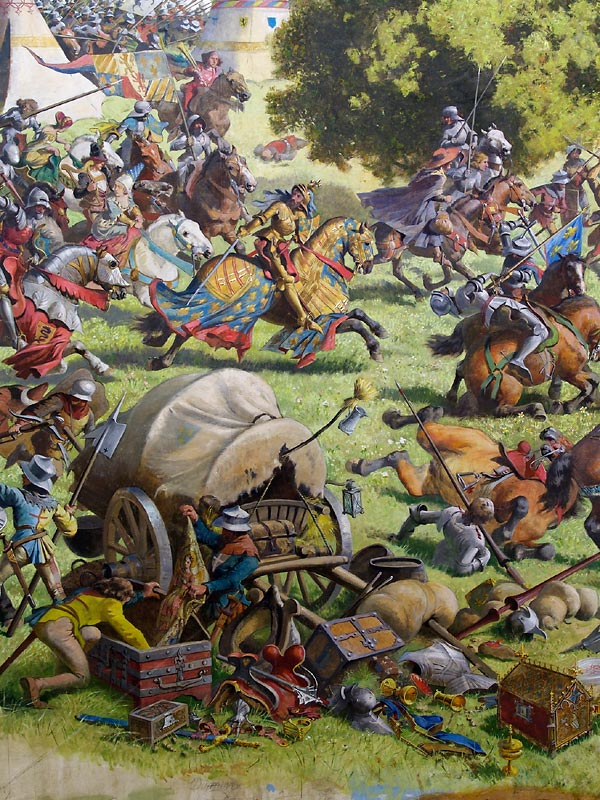
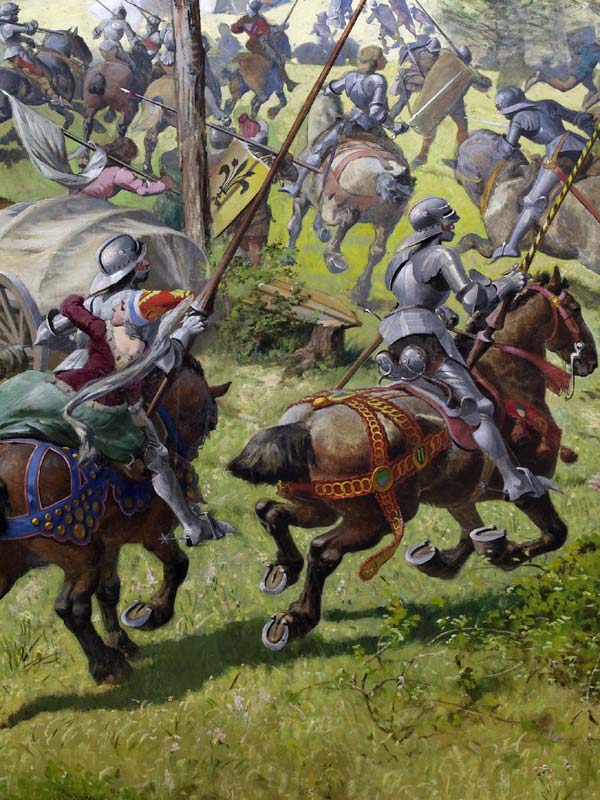
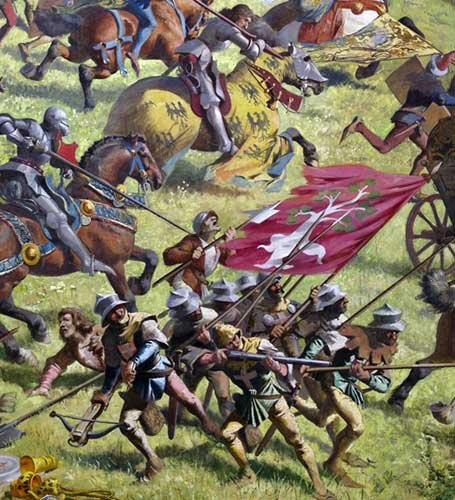
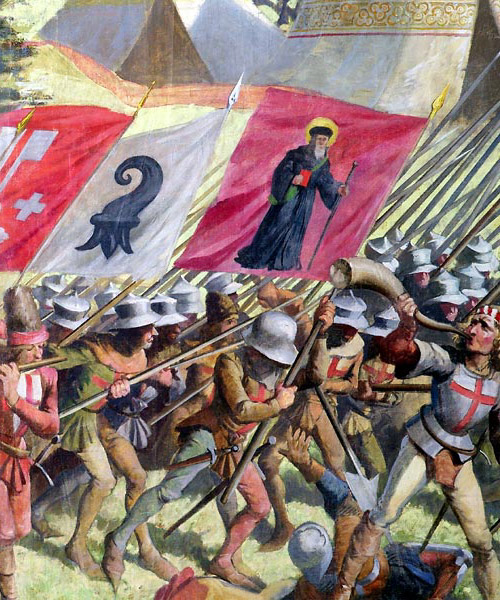